# Marcela Medel
Marcela Medel (Santiago, 13 de diciembre de 1957) es una actriz chilena de teatro, cine y televisión. casada con el también actor Samuel Villarroel.

## Biografía
Realizó sus estudios en el Liceo Manuel de Salas de Ñuñoa. Posteriormente, ingresó a la Escuela de Teatro de la Universidad de Chile, donde fue compañera de generación de Claudia Di Girólamo, Alfredo Castro, Roxana Campos, Maricarmen Arrigorriaga, Alejandro Goic y Rosa Ramírez. Fue parte del Teatro Itinerante.
Su debut en televisión fue en la telenovela Villa Los Aromos de TVN, donde compartió roles con Luz Jiménez y Óscar Olavarría. Gran parte de su carrera televisiva la desarrolló posteriormente en Canal 13, desde la década de 1980 hasta mediados de la década de 2000.
Está casada con el actor chileno Samuel Villarroel, a quien conoció durante la grabación de la telenovela La gran mentira (1982) de TVN. Del matrimonio nació su hija, Camila. Marcela es hermana de Eduardo Medel, quien es padre de sus seis sobrinos.
En telenovelas, ha colaborado con directores como Óscar Rodríguez Gingins, Herval Rossano y Herval Abreu.
En marzo de 2025, Medel obtuvo el papel de Angustias en la audioserie La casa de Bernarda Alba, de Federico García Lorca, una coproducción entre ChileActores, GestionArte y el Centro GAM, adaptada y dirigida por Claudia Di Girolamo Quesney.

## Filmografía
- Nemesio (1985)
- No (2012)
- Calzones rotos (2018)

## Televisión

#### Telenovelas
| Año  | Título                   | Papel              | Cadena              |
| ---- | ------------------------ | ------------------ | ------------------- |
| 1981 | Villa Los Aromos         | Laura Muñoz        | Televisión Nacional |
| 1982 | La gran mentira          | Andrea             | Televisión Nacional |
| 1983 | El juego de la vida      | Marcela Salinas    | Televisión Nacional |
| 1983 | La represa               | Cristina Poblete   | Televisión Nacional |
| 1984 | Andrea                   | Sonia              | Canal 13            |
| 1986 | Ángel malo               | Antonieta Oyarzo   | Canal 13            |
| 1988 | Semidiós                 | Norma Acevedo      | Canal 13            |
| 1990 | ¿Te conté?               | Rita Carreño       | Canal 13            |
| 1991 | Villa Nápoli             | Elcira Faúndez     | Canal 13            |
| 1992 | El palo al gato          | Sofía              | Canal 13            |
| 1993 | Marrón glacé             | Shirley Fariña     | Canal 13            |
| 1994 | Champaña                 | Fernanda Romero    | Canal 13            |
| 1996 | Marrón glacé, el regreso | Shirley Fariña     | Canal 13            |
| 1997 | Rossabella               | Paola Vargas       | Mega                |
| 1998 | A todo dar               | Solange Vásquez    | Mega                |
| 1999 | Algo está cambiando      | Leonor Machuca     | Mega                |
| 2000 | Corazón pirata           | Ginette Cáceres    | Canal 13            |
| 2003 | Machos                   | Clemencia Ríos     | Canal 13            |
| 2004 | Tentación                | Milagros Yáñez     | Canal 13            |
| 2005 | Gatas y tuercas          | Rita Ruiz          | Canal 13            |
| 2006 | Charly tango             | Valeska Patiño     | Canal 13            |
| 2011 | Su nombre es Joaquín     | Milagros Lucero    | Televisión Nacional |
| 2014 | Volver a amar            | Rosa Peña          | Televisión Nacional |
| 2016 | Preciosas                | María Ester Suárez | Canal 13            |
| 2017 | Verdades ocultas         | Laura Flores       | Mega                |
| 2018 | Verdades ocultas 2       | Laura Flores       | Mega                |

#### Series y unitarios
| Series y unitarios | Series y unitarios     | Series y unitarios | Series y unitarios |
| Año                | Serie                  | Rol                | Canal              |
| ------------------ | ---------------------- | ------------------ | ------------------ |
| 2002               | La vida es una lotería | Mary               | TVN                |
| 2009               | Corin Tellado          | Marisa             | Chilevisión        |

### Programas de televisión
- Más que 2 (TVN, 2014) - Invitada
- Algo personal (UCV, 2017) - Invitada

## Teatro
- La pérgola de las flores (1987) - Carmela de San Rosendo